# 1860 v loďstvech
Tento článek obsahuje významné události v oblasti loďstev v roce 1860.

## Lodě vstoupivší do služby
- srpen –  La Gloire – obrněná loď stejnojmenné třídy